# Distrito de Guntur
Guntur (en telugú; గుంటూరు జిల్లా, urdu; گنٹور ضلع) es un distrito de India en el estado de Andhra Pradesh. Código ISO: IN.AP.GU.
Comprende una superficie de 11 391 km².
El centro administrativo es la ciudad de Guntur.
Actualmente está en construcción la nueva capital del estado al que este distrito pertenece (Andhra Pradesh). La ciudad se llama Amaravatí.

## Demografía
Según censo 2011 contaba con una población total de 4 889 230 habitantes.